# My Point of View
My Point of View - це другий альбом піаніста Гербі Генкока .Випущений в 1963 році на Blue Note Records як BLP 4126 та BST 84126.
Як і попередній, альбом поєднує напрями хард-боп та соул-джаз.  У записі альбому, окрім Гербі Генкока, взяли участь:
- Дональд Берд - труба
- Грачан Монкур III - тромбон
- Хенк Моблі - теноровий саксофон
- Грант Грін - гітара (окрім треків 2, 3 та 4)
- Чак Ізраель - бас-гітара
- Тоні Вільямс - барабани

## Трек-лист
1. "Blind Man, Blind Man" – 8:19
2. "A Tribute to Someone" – 8:45
3. "King Cobra" – 6:55
4. "The Pleasure Is Mine" – 4:03 (incorrectly labelled as 8:00 on the CD reissue)
5. "And What If I Don't" – 6:35
6. "Blind Man, Blind Man" (Alternate Take) – 8:21 (re-release only)